# Prionodon linsang
Il linsango fasciato (Prionodon linsang Hardwicke, 1821), è un carnivoro della famiglia dei Viverridi diffuso in Indocina e Indonesia.

## Descrizione

### Dimensioni
Carnivoro di medie dimensioni con la lunghezza della testa e del corpo tra 350 e 450 mm, la lunghezza della coda tra 300 e 420 mm, la lunghezza del piede tra 50 e 70 mm e un peso fino a 800 g.

### Aspetto
Il corpo è snello con gli arti relativamente corti, il collo è molto lungo. La pelliccia è corta, fine e densa, il colore generale è bianco-crema. Sono presenti due larghe bande longitudinali nere che si estendono dalla fronte indietro fino alle spalle. Inoltre sono visibili 5 larghe bande trasversali lungo il dorso. La prima è situata immediatamente dopo le spalle mentre l'ultima è posta alla base della coda, unendosi quasi sempre al suo primo anello scuro. Sulla parte bassa dei fianchi è presente una fila di larghe macchie o strisce corte allineate con le macchie presenti sul collo. Inoltre ci sono delle piccole macchie sulle zampe anteriori fino ai gomiti e su quelle inferiori fino al garretto. La coda è lunga, quasi quanto la testa ed il corpo, con otto-dieci anelli scuri. Le unghie sono completamente retrattili, l'andatura è digitigrada. È privo delle caratteristiche ghiandole odorifere perianali.

## Biologia

### Comportamento
È una specie notturna e generalmente arboricola, anche se scende frequentemente al suolo alla ricerca di cibo.

### Alimentazione
Si nutre di uccelli, topi arboricoli, serpenti, ed altri piccoli animali.

### Riproduzione
Le femmine partoriscono a febbraio ed agosto fino a 2 piccoli per volta. Il ciclo di estro è di circa 11 giorni. L'aspettativa di vita in cattività è di 10 anni e 8 mesi.

## Distribuzione e habitat
Questa specie è diffusa in Indocina e Indonesia.
Vive nelle foreste pluviali primarie di pianura e nelle foreste secondarie fino a 2.400 metri di altitudine. È stata occasionalmente osservata in insediamenti umani.

## Tassonomia
State riconosciute 3 sottospecie:
- P.l.linsang: Tenasserim, Thailandia peninsulare, Penisola malese, Sumatra;
- P.l.fredericae (Sody, 1936): Bangka, Belitung;
- P.l.gracilis (Horsfield, 1822): Montagne occidentali e altopiani orientali di Giava, Borneo.

## Conservazione
La IUCN Red List, considerato la capacità di adattamento ad ogni tipo di habitat, sebbene sia localmente rara, classifica P.linsang come specie a rischio minimo (Least Concern).